# Colônia do Sacramento

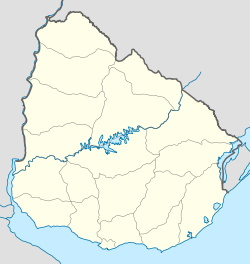
Uruguai

Colônia do Sacramento (português brasileiro) ou Colónia do Sacramento (português europeu) (em castelhano: Colonia del Sacramento) é uma cidade do Uruguai, capital do departamento de Colônia. Tem origem na antiga cidade de Colônia do Santíssimo Sacramento, fundada em 22 de janeiro de 1680 por Manuel Lobo, então Governador da Capitania Real do Rio de Janeiro, a mando do Império Português no século XVII. A área onde localiza-se a fundação portuguesa faz parte do Centro Histórico, reconhecido pela UNESCO como Patrimônio da Humanidade.

## História

### Antecedentes
Alguns anos após o Descobrimento do Brasil, uma expedição comandada por Martim Afonso de Sousa chegou com suas caravelas até ao estuário do Rio da Prata, com a missão de colocar marcos de posse portuguesa na margem esquerda da foz daquele rio, tendo, entretanto, sido incapaz de completá-la em razão do naufrágio de sua embarcação.

### A Colônia do Santíssimo Sacramento

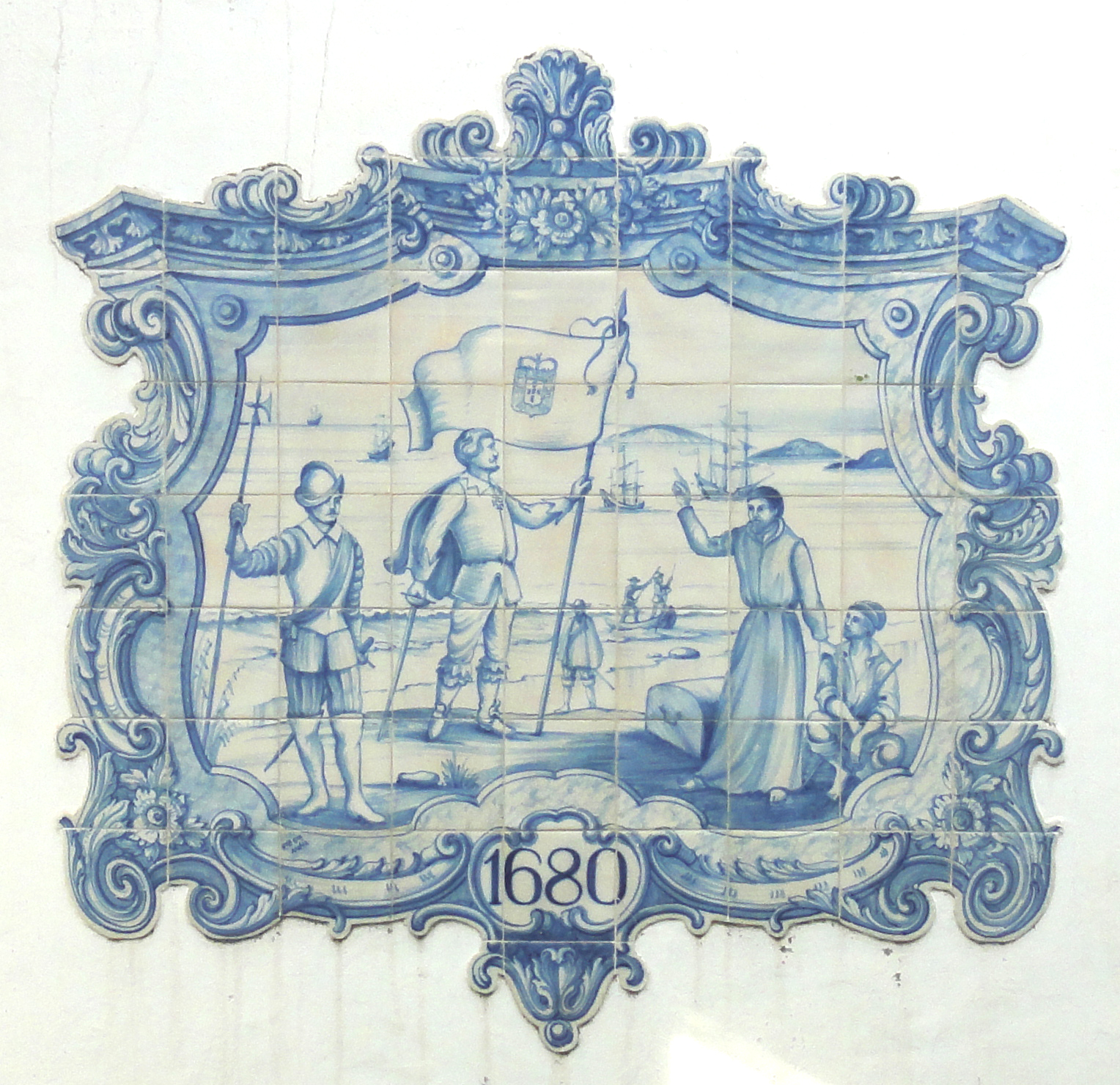
Painel de azulejos representando a fundação de Colônia (Museu Português de Colônia).

A Coroa Portuguesa expressou novamente os seus interesses em estender as fronteiras meridionais de sua colônia americana até ao Rio da Prata quando determinou ao governador e capitão-mor da capitania do Rio de Janeiro, D. Manuel Lobo (1678-1679), que fundasse uma fortificação na margem esquerda daquele rio. Desse modo, com o apoio dos comerciantes do Rio de Janeiro, desejosos de consolidar os seus já expressivos negócios com a América Espanhola, a expedição de D. Manuel Lobo aporta em Santos em fins de 1679 e alcança a bacia do Prata em Janeiro do ano seguinte. A 22 de janeiro de 1680, as forças portuguesas iniciaram o estabelecimento da Colônia do Santíssimo Sacramento, fronteiro a Buenos Aires, na margem oposta. O núcleo desse estabelecimento foi uma fortificação simples, iniciada com planta no formato de um polígono quadrangular.
A resposta das autoridades espanholas foi imediata: em pouco tempo o governador de Buenos Aires, Vera Mujica, reagiu, e o núcleo português foi conquistado por tropas espanholas e indígenas. Através de negociações diplomáticas, a posse da Colônia foi devolvida a Portugal pelo Tratado Provisional de Lisboa (7 de maio de 1681). Ficavam impedidas a construção de novas fortalezas e de edifícios de pedra ou taipa, que caracterizariam uma ocupação permanente.
Sacramento é normalmente lembrada como fortificação importante para defesa da fronteira sul da América Portuguesa. No entanto, é esquecido o caráter comercial de sua região. Este, que garantiu à Sacramento se tornar importante ponto comercial, possibilitou trocas mercantis entre as terras americanas das coroas ibéricas. Entre os produtos comercializados, estavam escravizados africanos, que eram vendidos pelos portugueses aos espanhóis, comercializados com Buenos Aires.

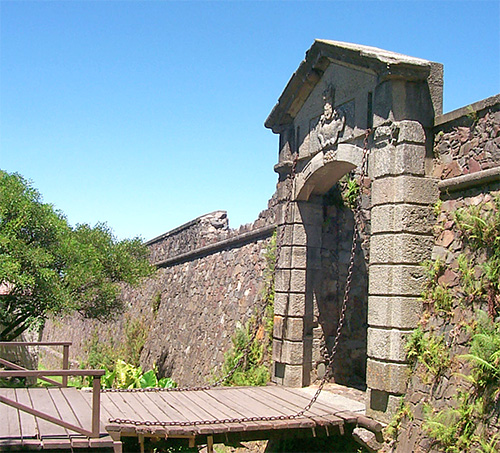
Colónia do Sacramento, Uruguai: antigo Portão de Armas.

A 23 de janeiro de 1683 uma nova esquadra portuguesa tomou posse da Fortaleza de São Gabriel, tendo os portugueses se mantido na Nova Colônia do Sacramento até 1705, quando a Espanha os dominou até 1715. Além da finalidade bélica, o estabelecimento da Colônia atendia aos interesses do setor mercantil da burguesia portuguesa, interessada em recuperar o acesso ao contrabando no Rio da Prata. A supressão do monopólio português de fornecimento de escravos africanos em 1640, cortara a possibilidade de envio, para a América Espanhola, de produtos brasileiros como o açúcar, o tabaco, o algodão, além de manufaturas europeias, em troca da prata peruana. Adicionalmente, havia interesse em diminuir a concorrência platina aos couros brasileiros no Rio de Janeiro, além de estabelecer um marco fronteiriço que servisse de meta para alcançar por terra o Rio da Prata.
Nesse contexto, era importante encontrar uma solução para a crise econômica portuguesa da segunda metade do século XVII (ante ao declínio do preço do açúcar no mercado, a pressão dos interesses comerciais da burguesia inglesa para garantir acesso ao mercado de produtos ingleses e a perda das colônias do Oriente), pelo acesso às regiões mineiras hispano-americanas por Buenos Aires - pretensão impedida pelo monopólio espanhol.
Dessa forma, a Colônia transformou-se em um dinâmico centro de contrabando anglo-português. A fundação da Colônia e a abertura de mercado consumidor de gado, couro e carne salgada nas Minas Gerais, e gado muar posteriormente, determinaria o desenvolvimento da pecuária na Capitania do Rio Grande de São Pedro.

### Traficantes de Escravos - Século XVIII
Colônia de Sacramento, devido ao seu caráter comercial, possuía, entre as décadas de 1730 e 1750, um vasto grupo de comerciantes, somando mais de 100 homens. Estes homens, embora não tenham sua função bem-vista na metrópole, chegaram a postos importantes dentro da sociedade do Antigo Regime colonial que se estabeleceu no Novo Mundo. Tornaram-se, assim, parte da elite colonial, contrariando as "leis" sociais da metrópole.
Estes homens que costumavam estabelecer comércio com outras praças lusas na costa brasileira - como Rio de Janeiro e Bahia - usavam desses contatos comerciais para aumentar sua influência frente as demais regiões e na sua própria localidade. Outra forma de aumentar suas redes sociais são as relações de compadrio. Muitos dos traficantes de escravos escolhiam para serem padrinhos de seus filhos outros comerciantes de outras praças, ou também pessoas que possuíam títulos militares. Mas, o que chama atenção nesse contexto é que muitos traficantes de escravos escolhiam como compadres governadores da Colônia de Sacramento. Como no caso de Luiz Garcia de Bivar, que foi padrinho de filhos de mais de um traficante, entre eles Manuel Coelho Rosa. Este que também estabeleceu relações com Luiz Coelho Ferreira - traficantes de escravos baiano - que além de vender escravos para Colônia de Sacramento, tornou-se padrinho de uma de suas filhas.

### A Nova Colônia do Santíssimo Sacramento

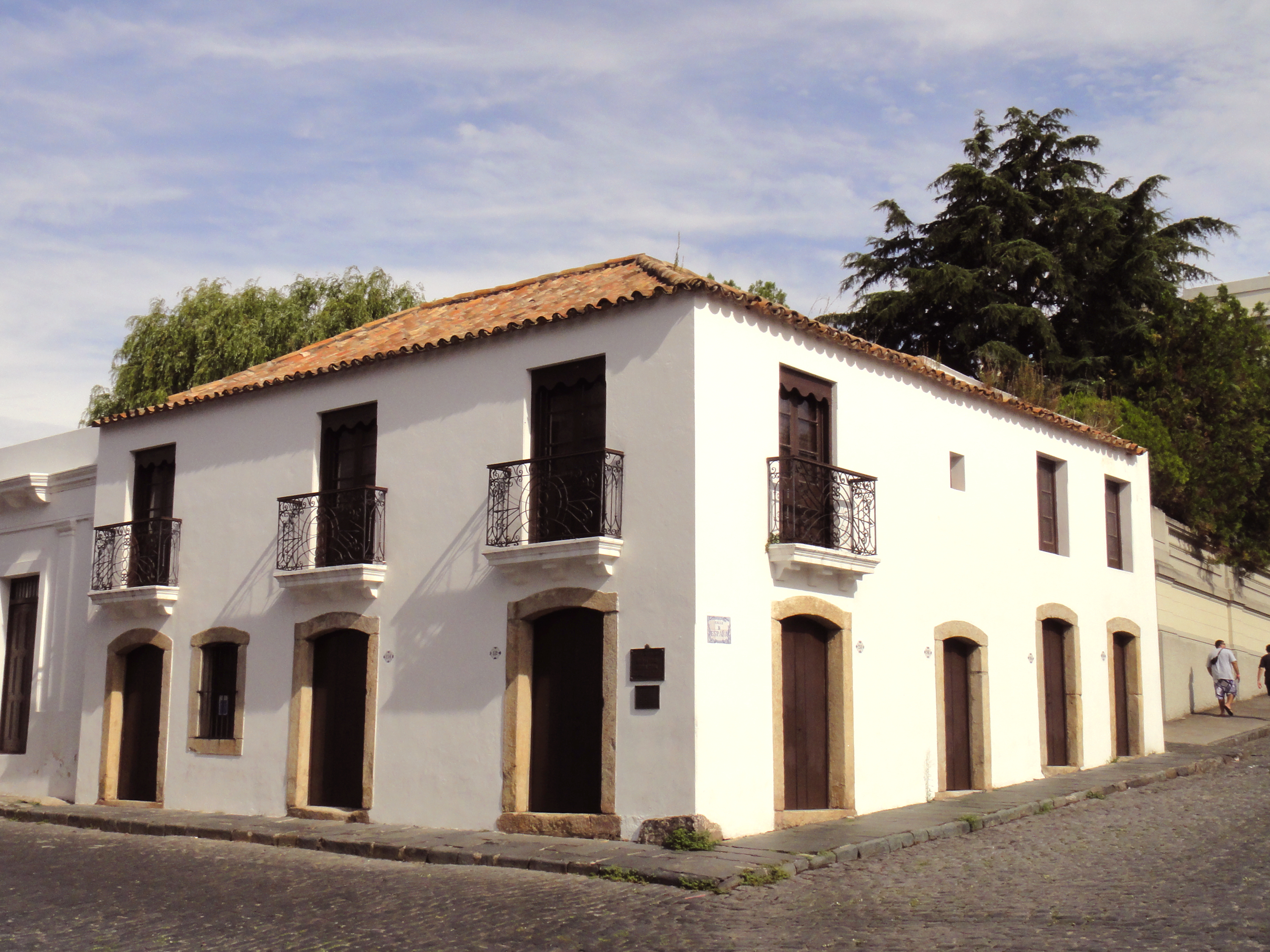
Casarão colonial português, atual Museu do Período Espanhol.

No contexto da Guerra de Sucessão da Espanha (1701-1713), a Grande Aliança (Grã-Bretanha, Países Baixos, Áustria, Prússia etc.) opõe-se à Espanha e à França, na Europa. Portugal aderiu à Grande Aliança em 1703. A fortificação na Nova Colônia do Santíssimo Sacramento foi reconstruída a partir de 1704 com planta abaluartada. Atacada nesse mesmo ano pelos espanhóis de Buenos Aires, foi conquistada no ano seguinte por forças sob o comando de Afonso Valdez. Ocupada, só foi devolvida aos portugueses pelo segundo Tratado de Utrecht (6 de fevereiro de 1715), embora dentro da chamada política do tiro de canhão, que significava que o território da Colônia não deveria passar do alcance de um tiro de canhão disparado dos muros da fortaleza.
Registrou-se, a partir dessa época, a preocupação portuguesa com integração deste posto avançado à região sul do Brasil (Capitanias de Santa Catarina e de São Paulo). A reação espanhola manifestou-se pelo apoio aos estabelecimentos jesuítas na região dos Sete Povos das Missões, pela destruição de Montevidéu (estabelecida por forças portuguesas desde 1723), com nova fundação, por espanhóis, em 1726, e pelo povoamento do interior do Uruguai, para isolar a Colônia do Santíssimo Sacramento do sul do Brasil.
Em 1735 um incidente diplomático em Madrid serviu como pretexto para um novo ataque à Colônia (3 de outubro), que permaneceu cercada por forças espanholas sob o comando de D. Miguel de Salcedo até 1737. Assinado o armistício (2 de setembro), a Coroa Portuguesa enviou uma expedição sob o comando do Brigadeiro José da Silva Pais, que visando fortalecer a sua presença no extremo sul do Brasil, fundou a colônia do Rio Grande de São Pedro, hoje cidade de Rio Grande, na barra da Lagoa dos Patos, e tentou, sem sucesso, conquistar Montevidéu.

### Do Tratado de Madrid ao Tratado de Badajoz

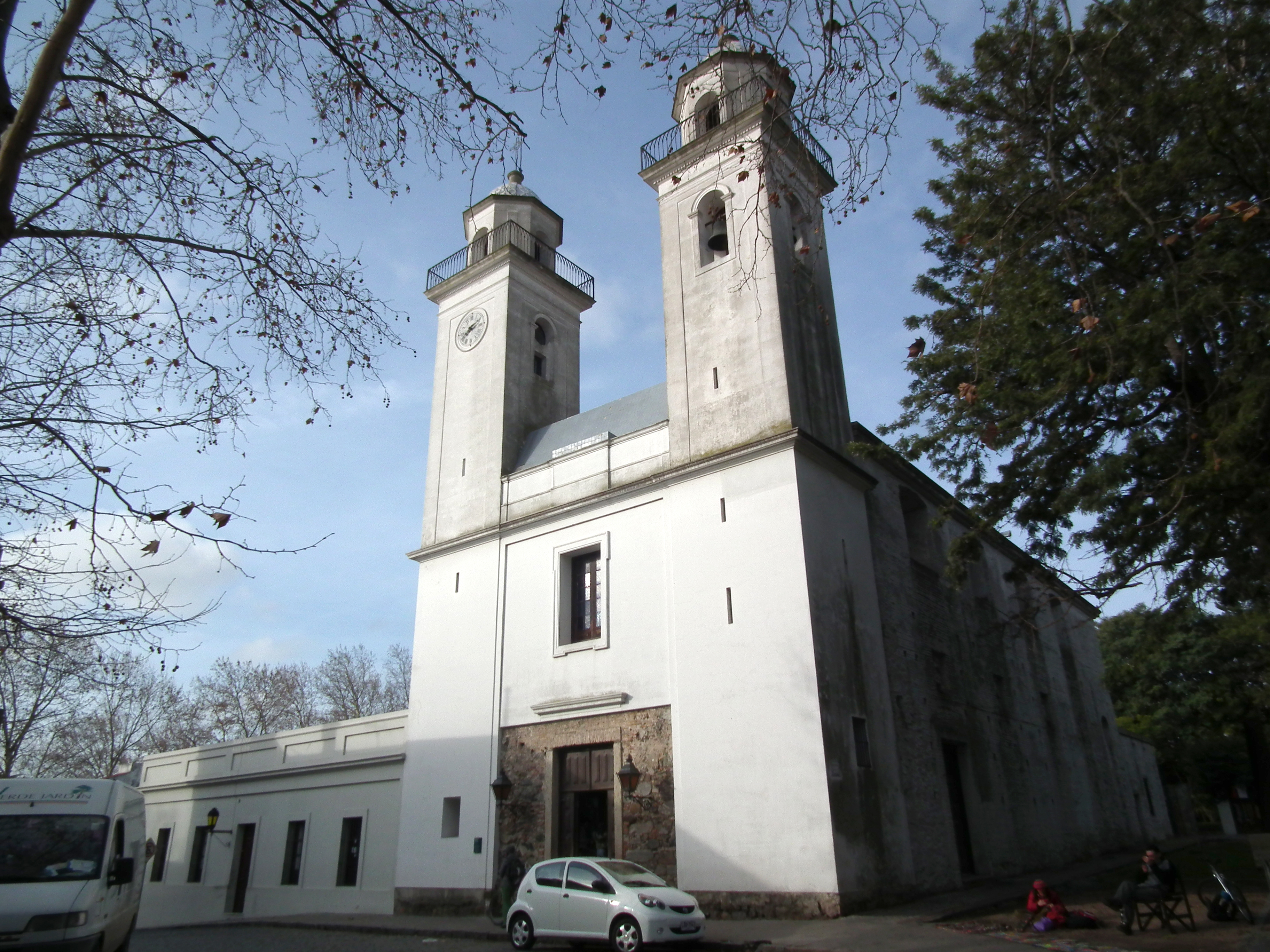
Colónia do Sacramento, Uruguai: Basílica do Santíssimo Sacramento.

O Tratado de Madrid, celebrado a 13 de janeiro de 1750, dispunha que Portugal entregaria a Colônia do Sacramento à Espanha, em troca do recebimento do território dos Sete Povos das Missões. Devido às dificuldades das demarcações e à resistência suscitada pela Guerra Guaranítica (1753-1756), as disposições do Tratado foram anuladas por um novo diploma, o Tratado de El Pardo, celebrado a 12 de fevereiro de 1761.
O contexto da celebração do Pacto de Família (1761) unindo os Bourbon da França, da Espanha, de Nápoles e de Parma acirrou a tensão entre Portugal e a Espanha. No contexto da Guerra anglo-francesa dos Sete Anos (1756-1763), permanecendo a Colônia do Sacramento em mãos de Portugal, esta foi novamente invadida por tropas espanholas sob o comando de D. Pedro de Cevallos (30 de outubro de 1762), para ser devolvida em virtude do Tratado de Paris (1763).
Em 1777, nova invasão espanhola por D. Pedro de Cevallos, que tomou a ilha de Santa Catarina (23 de fevereiro).
Cevallos chegou a Montevidéu em 20 de abril de 1777, onde dividiu a frota, ficando com quatro fragatas e algumas embarcações menores para operar no Rio da Prata, enquanto o resto dos navios de guerra foram enviados para procurar a frota de MacDouall, que continuava a ser uma ameaça. Cevallos deu ordem a Vertiz para parar o seu avanço sobre o Rio Grande, retrocedendo até Santa Teresa, para onde enviou o coronel Plácido Graell com 350 dragões e várias companhias de infantaria.
Em 19 de Maio partiu de Montevidéu em direção a Colônia do Sacramento o primeiro grupo de 18 barcos com artilharia e oito companhias de granadeiros e quatro companhias de granadeiros caçadores. Em 20 de maio partiram outros 19 barcos com os batalhões de infantaria. As tropas desembarcaram em 22 e 23 de maio nos arredores de Colónia, começando o cerco, construindo baterias e trincheiras. O governador português, Francisco José da Rocha, capitulou em 3 de junho. Dois dias depois, os espanhóis arrasaram as fortificações e apreenderam 140 peças de artilharia e equipamentos pesados.
Durante esse tempo, na Europa, o Tratado de Santo Ildefonso (1777) restabeleceu as linhas gerais do Tratado de Madrid: a Colônia do Sacramento, o território das Missões e parte do atual Rio Grande do Sul eram cedidos à Espanha, que devolvia a ilha de Santa Catarina a Portugal.
Finalmente, o Tratado de Badajoz (1801), assinado entre Portugal e Espanha no contexto das Guerras Napoleônicas acordou a paz entre os dois países na Europa, mas não ratificou o Tratado de Santo Ildefonso. Portugal permaneceu em poder dos territórios conquistados na América do Sul (as Missões e parte do atual Rio Grande do Sul, por voluntários, em 1801), fixando a fronteira sul na linha Quaraí-Jaguarão-Chuí.

### Da incorporação da Cisplatina à Independência do Uruguai

Bandeira da Província da Cisplatina.

A Colônia do Sacramento voltou à posse de Portugal a partir de 1817, quando D. João VI incorporou toda a região do Uruguai aos domínios de Portugal no Brasil.
Com a Independência do Brasil (1822), a Colônia passou a integrar os domínios do novo país até à Independência da República Oriental do Uruguai, em 1828.
O seu último comandante foi o brigadeiro Manuel Jorge Rodrigues, que só abandonou a praça no momento do estabelecimento da Convenção Preliminar de Paz entre o Império do Brasil e as Províncias Unidas do Rio da Prata (27 de agosto de 1828), ratificado pelo Brasil em 30 de agosto e pela Argentina a 29 de setembro, e que chegou a Montevidéu em 4 de outubro de 1828. Por este diploma, o Uruguai se tornava independente.

## Geografia e clima
O núcleo histórico de Colônia do Sacramento, com apenas 12 ha, localiza-se na península de San Gabriel, às margens do Rio da Prata. Atualmente a área da cidade supera em muito a da cidade histórica. Colônia está a 177 km de Montevidéu.
O clima é temperado e úmido, com uma temperatura média de 18 °C. A pluviosidade média é de 1 000 mm por ano. As pradarias de gramíneas na área circundante e o solo adequado permitiram o desenvolvimento de atividades agrícolas e pecuárias.

## Turismo
Colônia do Sacramento é hoje um dos destinos turísticos mais importantes do Uruguai, recebendo milhares de visitantes por ano. A localização da cidade é privilegiada para receber turistas, uma vez que se encontra a uma hora de barco desde Buenos Aires e a duas horas em carro desde Montevidéu. A oferta turística inclui a cidade histórica, museus e praias do Rio da Prata.

### Centro histórico
Em reconhecimento ao valor histórico de Colônia, foi criado em 1969 um Conselho Executivo Honorário para a conservação e restauro da cidade antiga. O Conselho realizou um levantamento detalhado da zona e iniciou trabalhos que incluíram  escavações arqueológicas, o restauro de fachadas e interiores do casario e até a mudança de nomes de ruas para recuperar a toponímia antiga. Na década de 1970 foram restauradas a Igreja Matriz do Santíssimo Sacramento e também o portão de armas e parte da muralha, reconstruída parcialmente com as pedras originais. No seu relatório sobre a cidade histórica, o comitê avaliador da UNESCO considerou que o trabalho de restauro foi efetivo e garantiu a autenticidade da zona o que, junto com o valor histórico do conjunto, levou à declaração do bairro histórico de Colônia do Sacramento como Patrimônio da Humanidade em 1995. Segundo o comitê, Colônia do Sacramento é um exemplo excepcional de povoado de fronteira que mostra, em seu traçado urbano e edifícios, uma mistura única entre as tradições portuguesa e espanhola.
O desenho urbano de Colônia, derivado da época portuguesa, é único na região por não obedecer o rígido padrão de "tabuleiro de xadrez" das fundações espanholas no Novo Mundo. Assim, o traçado das ruas está adaptado à topografia e também a estruturas já não existentes, como a antiga cidadela. O casario inclui bons exemplares dos séculos XVII, XVIII e XIX; as casas da época portuguesa caracterizam-se pelas paredes de pedra maciça e pelos telhados de duas ou quatro águas, enquanto que as do período espanhol são de tijolos e tem tetos planos.
A área histórica tombada pela UNESCO é definida pela rua Ituzaingó e tem uma área de 12-16 ha. Entre as atrações históricas destacam-se:
- Fortificações de Colônia: No século XVIII, os portugueses cercaram a cidade com uma muralha e fosso. A fortaleza tinha uma única entrada, o portão de armas, decorado com o brasão português. A muralha foi demolida em meados do século seguinte, com as pedras dos muros sendo usadas para tapar o fosso. Escavações realizadas na década de 1970 permitiram a recuperação de grande parte das pedras originais da fortificação, que foram empregadas na reconstrução de um segmento da muralha e do portão de armas. Os restos de vários baluartes também são visíveis atualmente.[28]

- Ruínas do Convento de S. Francisco Xavier e Farol: Um convento franciscano foi construído entre 1683 e 1704 em Colônia, dedicado a S. Francisco Xavier. Sofreu um incêndio no final do século XVIII em que foi parcialmente destruído. Em 1857 foi levantado nas ruínas do convento um farol que ainda funciona e pode ser visitado por turistas. Do alto se pode admirar toda a paisagem da cidade e do Rio da Prata.[28]

- Basílica do Santíssimo Sacramento: A atual igreja é sucessora da primeira construída no atual território uruguaio, que não era nada mais que um casebre levantado em 1680. A igreja foi muito ampliada no século XVIII e no início do século XIX, mas em 1823 a caída de um raio causou uma explosão num depósito de pólvora localizado na sacristia, causando a derrocada de parte do edifício. Restauros realizados no século XIX e XX deram ao templo a forma atual. No interior se encontram algumas obras de arte de origem colonial.[28]

- Praça 25 de Maio: Também chamada Praça Maior, era usada para exercícios militares. Ao seu redor se encontram vários edifícios históricos importantes da zona antiga, como a Casa de Nacarello, o Farol, o Arquivo Regional, o Museu Municipal, a Casa de Lavalleja e o Museu Português.

- Rua dos Suspiros: A Calle de los Suspiros é uma rua emblemática do centro histórico, corre paralela à muralha, da Praça Maior em direção ao Rio da Prata. Possui calçamento de pedra e várias casas antigas portuguesas, além de algumas espanholas; as portuguesas se distinguem facilmente por seus telhados a duas ou quatro águas. Há várias teorias sobre a origem do nome da rua, inclusive uma que afirma que ali se exercia a prostituição.[28]

- Praça Manuel Lobo: Localizada ao lado da Basílica, corresponde em parte ao pátio interno (a Praça de Armas) da cidadela portuguesa, demolida ainda no século XVIII. Na praça se encontram as ruínas da Casa dos Governadores portugueses de Colônia, escavadas na década de 1970.[28]

- Pracinha do Gentil-Homem: A Plazuela del Gentilhombre tem esse nome em homenagem a Hipólito da Costa (1774-1823), fundador do primeiro jornal brasileiro - o Correio Braziliense - que nasceu numa casa da praça e viveu em Colônia até os 3 anos de idade. Várias placas comemorativas lembram o personagem.[28]

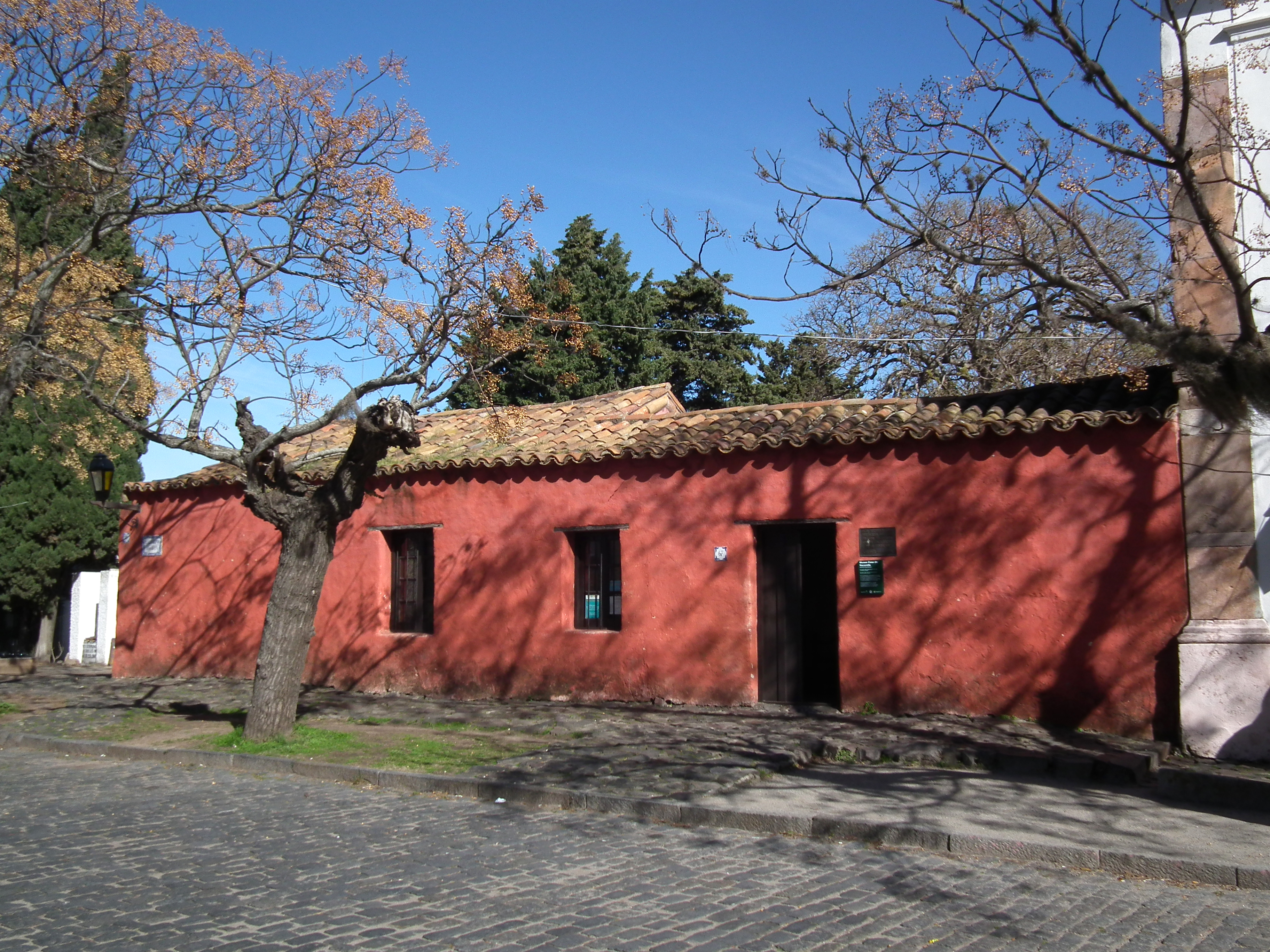
Casa de Nacarello (s. XVIII), sede de um museu.

Além destes edifícios e espaços urbanos, a história da cidade pode ser explorada nos vários museus existentes na zona antiga, sediados em edifícios de grande valor histórico.
- Casa de Nacarello: Moradia do século XVIII de um pavimento, pertencente ao período português, com paredes de pedra e teto de madeira. No interior há mobiliário português (cama, cadeiras, armários) que mostra como vivia uma família da Colônia ao redor de 1750. O nome Nacarello faz referência ao morador mais antigo da casa que se conhece.[28]

- Museu Municipal: Sobrado de dois pavimentos, pertenceu aos secretários de governo na época portuguesa. Também foi ocupado por governadores na época espanhola e, em 1833, foi doado ao almirante Guillermo Brown como recompensa por serviços prestados junto ao general José Artigas. Em 1951 o casarão foi convertido em museu, exibindo peças indígenas, mobiliário e armamento antigo, objetos relacionados à Praça de Touros de Colônia, animais empalhados e uma coleção de fósseis encontrados na região.[28]

- Museu Português: Importante casa portuguesa, construída no período entre 1717 e 1722, conserva ainda paredes, tetos e os pisos originais. A decoração, doada pelo governo de Portugal, inclui faianças, azulejos, mesas, cadeiras, armas, tapetes e outros objetos que compõe a ambientação. Possui ainda uma sala com reproduções de mapas antigos e o escudo português original, que esteve no portão de armas da muralha.[28]

- Arquivo Municipal: Casa da época portuguesa, construída ao redor de 1750, exibe documentos da época colonial, como cartas do governador António Pedro de Vasconcelos. As molduras de madeira das portas, as grades das janelas, assim como alguns pisos são originais.[28]

- Casa de Lavalleja: Segundo a tradição, nesta casa morou Juan Antonio Lavalleja, general do exército de Artigas. É sede de um museu naval.[28]

- Casa do Vice-Rei: Atualmente em ruínas, conta-se que no casarão nobre se hospedaram Vice-Reis do Rio da Prata. Um deles, Baltasar Hidalgo de Cisneros, tomou a posse do cargo das mãos de Santiago de Liniers precisamente nesta casa, em 1809, e aqui morou durante um mes. A casa foi deixada em ruínas por não haver informação sobre sua forma original.[28]

- Museu do Azulejo: Consiste em uma coleção de azulejos dos séculos XIX e XX de origem francesa e catalã, além de exemplares uruguaios da década de 1840, que são os mais antigos fabricados no país. Foi inaugurado em 1988 e ocupa uma casa portuguesa do século XVII.[28]

- Museu Espanhol: Casarão português de 1720 convertido em museu dedicado à presença espanhola na região. Exibe cerâmica, trajos típicos, mapas, desenhos, pinturas, documentos e outros objetos históricos. A casa possui muitos elementos originais, incluindo as portas, uma escadaria de madeira interna e as cavalariças nos fundos.[28]

### Real de San Carlos
Colônia atrai visitantes desde o início do século XX, quando o empresário argentino Nicolás Mihanovich criou um complexo turístico na zona denominada Real de San Carlos. A partir de 1908 foi construída ali uma praça de touros, um hotel-cassino, um estádio de pelota basca e um balneário. O complexo funcionou até 1917.

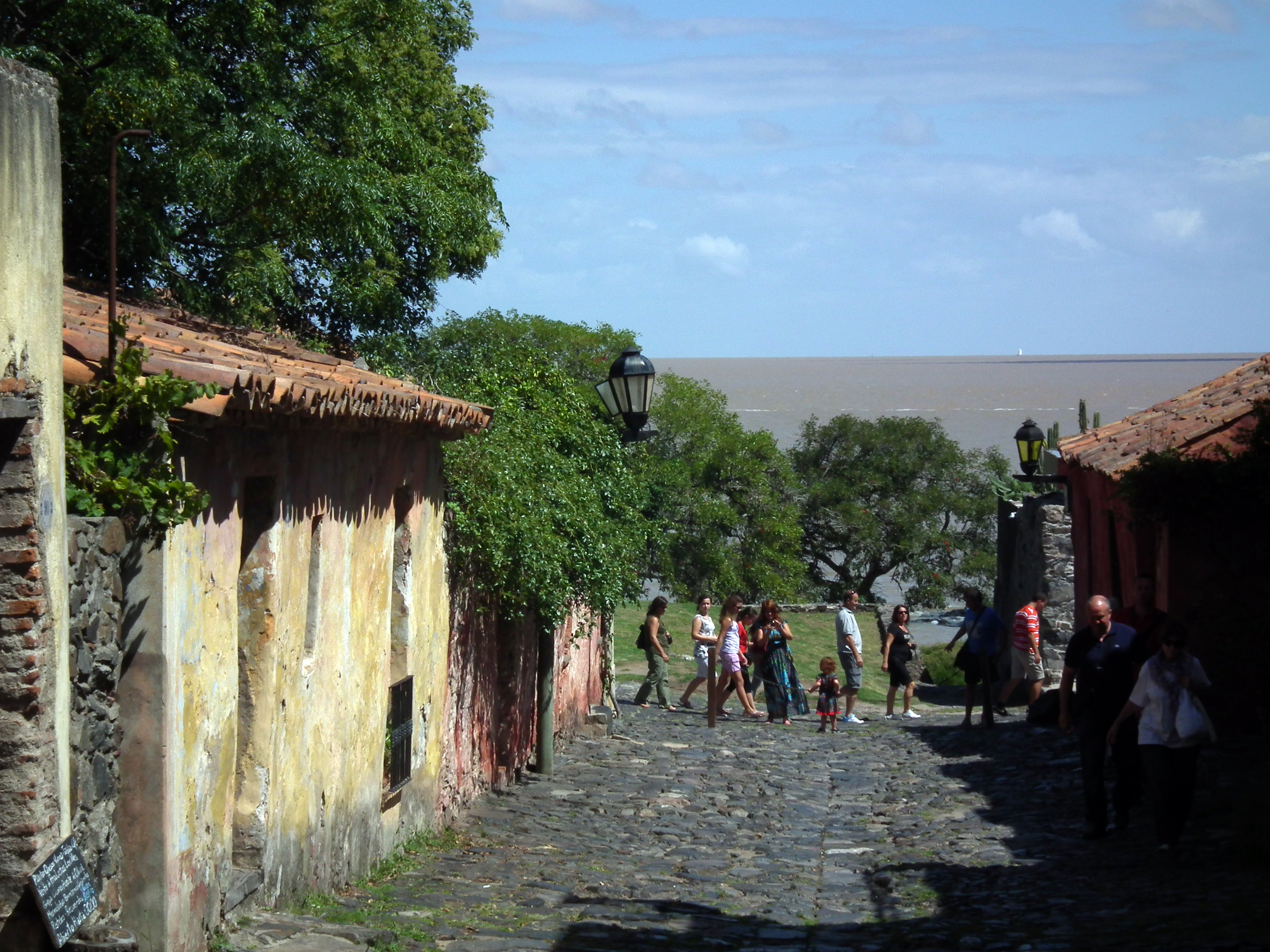
Colónia do Sacramento, Uruguai: Calle de los Suspiros.

## Cidades-irmãs
- Pelotas, Rio Grande do Sul, Brasil (2005)[32]
- Morón, Província de Buenos Aires, Argentina (2005)
- Olinda, Pernambuco, Brasil (2014)[33]